# アデル・ネフジ
アデル・ネフジ（Adel Nefzi、1974年3月16日 - ）は、チュニジアの元サッカー選手。元チュニジア代表。ポジションはゴールキーパー。

## 来歴
出場機会は無かったが、2006 FIFAワールドカップのメンバーに選ばれた。2010年1月に親善試合でチュニジア代表デビューした。

## 代表歴

### 出場大会
- チュニジア代表
  - 2006 FIFAワールドカップ

### 試合数
- 国際Aマッチ 1試合 0得点（2010年）[1]

| チュニジア代表 | 国際Aマッチ | 国際Aマッチ |
| 年             | 出場        | 得点        |
| -------------- | ----------- | ----------- |
| 2010           | 1           | 0           |
| 通算           | 1           | 0           |